# Gaio Giulio Camilio Aspro
Gaio Giulio Camillo Aspro (in latino: Gaius Iulius Camilius Asper; Attaleia, ... – ...; fl. 205-212) fu un senatore e politico dell'Impero romano.
Originario di Attaleia, Camillo Aspro era il figlio di Gaio Giulio Aspro. Camillo fu questore in Africa durante il proconsolato del padre (205 circa); in seguito ricoprì il ruolo di responsabile delle strade.
Nel 212 assunse la carica di console assieme al padre, il quale, però, cadde in disgrazia presso l'imperatore Caracalla, e padre e figlio vennero esiliati; in seguito, però ottennero il perdono imperiale.
Camillo Aspro fu sodalis Augustalis, sacerdote del culto dell'imperatore, e pontefice; fu anche patrono di Britannia e di Mauretania Tingitana.